# Aero A–304
Az A–304 a csehszlovák Aero repülőgépgyár kétmotoros könnyű bombázó és felderítő repülőgépe, amely 1937-ben repült először. Az A–204 utasszállító repülőgép módosított katonai változata. A gépeket elsősorban a Luftwaffe használta gyakorló és futárrepülőgépként. Néhány darabot a Szlovák Légierő és a Bolgár Légierő is üzemeltetett a második világháború idején. 

## Története
A gép alapjául az A–204 utasszállító repülőgép szolgált, amelyet az Aero a ČSA légitársaság igényei alapján készített 1936-ban. A ČSA azonban meglepő módon ehelyett brit Airspeed AS.6 Envoy utasszállító gépeket vásárolt. Ezért az Aero katonai géppé fejlesztette tovább a Csehszlovák Légierő számára, amely 1936 januárjában írt ki pályázatot egy könnyű bombázó és felderítő repülőgépre. (Erre a Letov a Letov Š–50-el, a  ČKD-Praga a Praga E–51-el pályázott.) Az áttervezett gépnél alapvetően megtartották az utasszállító konstrukciót, de a törzs aerodinamikailag tisztább formát kapott. Meghagyták az utasszállító oldalsó üvegablakait is. A Walter Pollux  motorokat nagyobb teljesítményű Walter Supe Castor csillagmotorokra cserélték és a gép önvédelmi fegyvert is kapott.
Az A–304-es 1937 augusztusában repült először. A Csehszlovák Védelmi Minisztérium 1937 júliusában 15 gépet rendelt bombázó és felderítő feladatokra, ezt a mennyiséget később 19 darabra növelték a repülési teszteken mutatott jó teljesítménynek köszönhetően. A gép fegyverzete azonban gyenge volt és a törzs kritikus pontjain a páncélzat hiánya is probléma volt, ezért az Aero ezen hiányosságok kiküszöbölésére 1938-ban elkészítette a továbbfejlesztett Aero A–300-as bombázót. 1938-ban készült még egy továbbfejlesztési terv is A–404 jelzéssel. Ebbe még erősebb, 500 LE-s Walter Sagitta I–SR soros motorokat építettek volna, de ez nem valósult meg.
Csehszlovákia 1939. márciusi német megszállásáig a megrendelt 19 darabos mennyiségnek csak kb. a felét adták át a Csehszlovák Légierőnek, amely 1938-ban felderítő és gyakorló repülőgépként rendszeresítette. A maradék mennyiséget már német felügyelet alatt fejezte be a gyár. A német megszállás miatt meghiúsult a gépek exportja, melyet Görögországba és Romániába is terveztek. Az elkészült gépeket a német légierő vette át. Eredeti bombázó és felderítő szerepkörükben nem használták, a gépek a Luftwaffe Prostějovban állomásozó A/B 71-es repülőiskolájába kerültek gyakorló gépként. Később a Luftwaffe A-304-es gépeiből Bulgáriának öt, Szlovákiának három gépet adtak el. A Bolgár Légierőben Pelikan néven állították szolgálatba és 1941–1943 között szállító repülőgépként használták a típust.

## Jellemzői
Vegyes, fém- és faépítésű, hagyományos elrendezésű, alsószárnyas kialakítású repülőgép. A vázszerkezet fémből készült, a borítás rétegeslemez és vászon. Futóműve hárompontos elrendezésű, a főfutók a motorgondola hátsó részébe részlegesen behúzhatók. Személyzete három fő.
A gép önvédelmi fegyverzetként a törzs felső részén elhelyezett forgatható toronyba beépített 7,92 mm-es ZB vz. 30 típusú golyószórót kapott, amely a felső és hátsó légtér védelmére szolgált.
A bombafegyverzetet a gép a törzsben kialakított bombatérben és a szárnyak alatt elhelyezett bombazárakra rögzítve hordozhatta. A bombatérben egy 200 kg-os légibombát, vagy több kisebb bombát lehetett rögzíteni ugyanekkora tömegig. A szárnyak alatt két 50 kg-os légibombát, vagy tíz 20 kg-os bombát lehetett függeszteni. A gép teljes bombaterhelése nem haladhatta meg a 300 kg-ot.

## Műszaki adatok

### Geometriai méretek és tömegadatok
- Hossz: 13,21 m
- Szárnyfesztáv: 19,2 m
- Magasság: 3,4 m
- Szárnyfelület: 45,3 m²
- Üres tömeg: 3006 kg
- Normál felszálló tömeg: 4364 kg

### Motorok
- Motorok száma: 2 db
- Típus: Walter Super Castor IMR kilenchengeres léghűtéses csillagmotor
- Maximális teljesítmény: 343 kW (460 LE)

### Repülési jellemzők
- Legnagyobb sebesség: 322 km/h (1750 m-en)
- Utazósebesség: 290 km/h
- Hatótávolság: 1199 km
- Legnagyobb repülési magasság: 5800 m
- Emelkedőképesség: 6,75 m/s